# Mokranjska Miljacka
Mokranjska Miljacka  je rijeka u Bosni i Hercegovini.
Mokranjska Miljacka izvire iz pećine u Kadinom Selu kod Pala na 1135 metara nadmorske visine. Zajedno s Paljanskom Miljackom, s kojom se sastaje u selu Dovlići u sarajevskoj općini Stari Grad, čini rijeku Miljacku koja se kasnije ulijeva u Bosnu. Mokranjska Miljacka Miljacka je duga 20,5 kilometara.